# Carlos Navas
Carlos Navas (São Paulo, 28 de dezembro de 1968) é um cantor brasileiro. Em mais de duas décadas de carreira, destaca-se por lançar discos conceituais e ecléticos, como as homenagens aos artistas da primeira metade do Século XX Mario Reis e Custódio Mesquita e os de versões sofisticadas de canções infantis de Vinícius de Moraes e Chico Buarque. Em 2012, foi a estrela de uma das edições do célebre programa Ensaio da TV Cultura. Foi também a atração principal de episódios dos programas “Faixa Musical”, em 2013, e “Todas as Bossas”, em 2018, da TV Brasil. Em 2022, lançou seu 11º disco, "All Of You", com standards consagrados do compositor norte-americano Cole Porter, aplaudido pela crítica especializada

## Carreira
Carlos Navas ingressou na carreira artística inicialmente como divulgador, passando a produtor de diversos artistas, como Claudya, Alaíde Costa, Alzira e Tetê Espíndola e a dupla Luli e Lucina.  Em 1992, dá seus primeiros passos como cantor fazendo backing vocal para Alzira Espíndola, além de participar de jingles publicitários.  Em 1996, cria o espetáculo "Canções e Momentos" e se apresenta solo pela primeira vez em público abrindo o show da diva das discotecas Lady Zu.
Em 1997, lança seu primeiro CD, "Pouco pra Mim". Seguiram-se os álbuns "Sua Pessoa" (2000) e "Tanto Silêncio" (2003).
Nessa época, estreia os espetáculos poéticos musicais "Por Um Triz" e "Tributo a Vinícius de Moraes", dividindo o palco com a consagrada atriz Clarisse Abujamra, com apresentações pontuais até os dias atuais
Em 2004, realiza seu primeiro show para o público infantil, "Na Arca de Noé", com poemas de Vinícius de Moraes dedicados às crianças e musicados por Toquinho e outros parceiros. O projeto se transforma no quarto CD de Navas, "Algumas Canções da Arca", lançado no mesmo ano.
Em 2006, participa do CD independente “Pássaro Passará – A Lira em Tom Maior”, com poemas da poetisa matogrossense Sueli Batista, musicados por Lucina e Alzira Espíndola.
Em 2007, é um dos convidados do CD “Maysa – Esta Chama que Não vai Passar”, em memória dos 30 anos de falecimento da cantora capixaba, interpretando uma versão blues da canção "Resposta".
Participa, ainda, do disco "Dolores - A Música de Dolores Duran", cantando "Ideias Erradas".
Em maio do mesmo ano, lança seu quinto CD, “Quando o Samba Acabou”, em homenagem aos 100 anos de nascimento do cantor Mário Reis, um dos pioneiros da chamada MPB e de cujo estilo Navas se sente um herdeiro.
Ainda em 2007, Navas volta ao universo infantil com o CD "Canções de Faz de Conta", com músicas lúdicas do repertório de Chico Buarque.
Em 2010, é lançado "Tecido", em que retoma um repertório mais contemporâneo na linha dos três primeiros trabalhos.
Com o nono CD, "Junte Tudo Que é Seu... Canções de Custódio Mesquita em Voz e Piano", de 2011, Navas volta sua atenção para o repertório refinado do compositor e pianista carioca Custódio Mesquita, conhecido como o Tom Jobim dos anos 1930 e 40
Em novembro de 2012, foi a estrela do respeitado programa Ensaio, apresentado por Fernando Faro, na TV Cultura e que se transformaria no seu primeiro DVD, com repertório que abrange todos os seus nove primeiros discos;
O show de lançamento do DVD, na Sala Itaú Cultural, em São Paulo, foi transmitido pela TV Brasil no programa "Faixa Cultural", em 2013
Nesse período, idealiza e produz o show "Nazareth Revisitado" para o pianista João Carlos Assis Brasil e do qual também participa como cantor, ao lado de Alaíde Costa. O projeto se transformaria no CD homônimo, gravado ao vivo em estúdio.
Em maio de 2015, é lançado o CD acústico "Crimes de Amor", seu décimo álbum.
Em 2018, foi a atração principal de um dos episódios da série "Todas as Bossas" da TV Brasil
Seu 11º álbum, "All of you – Canções de Cole Porter em voz e piano", lançado em 2022, foi elogiado pelo crítico e músico Aquiles Reis, integrante do grupo vocal MPB4: “Ouvi-lo nos coloca ao seu lado, como que na penumbra de um cabaré enfumaçado, bebendo um drinque e saboreando momentos da mais rica relação amorosa que se dá entre a voz, o piano, as músicas e os ouvidos dos amantes da boa música, seja ela norte-americana ou brasileira“

## Discografia

### Álbuns
"Pouco Pra Mim" (Dabliú Records, 1997)

"Sua Pessoa" (Dabliú Records, 2000)

"Tanto Silêncio - Acústico" (Movieplay, 2003)

"Algumas Canções da Arca..." (Movieplay, 2004)
"Pássaro passará - A Lira em Tom Maior" (Independente, 2006)

"Quando o Samba Acabou - Dedicado a Mario Reis" (Lua Music, 2007)

"Canções de Faz de Conta" (Lua Music, 2007)

"Tecido" (Lua Music, 2010)

"Junte Tudo Que é Seu... - Canções de Custódio Mesquita em Voz e Piano" (Independente/Tratore, 2011)

"Crimes de Amor" (Independente/Tratore, 2015)
"All of You - Canções de Cole Porter em Voz e Piano" (Independente/Tratore, 2022)

### Singles
"O Chamado" (Composição de Giovanni Bizzoto e Marina Lima) - (Independente/Tratore, 2016) - Exclusivamente no formato digital.

### Participações Especiais
"Maysa - Esta Chama Que Não vai Passar" (Biscoito Fino, 2007) - Faixa "Resposta"
"Dolores - A Música de Dolores Duran" (Lua Music, 2007) - Faixa "Ideias Erradas"
"Rubens Lisboa por Tantas Vozes" (Discobertas/Tratore, 2011) - Faixa "O Um"
"Nazareth Revisitado" de João Carlos Assis Brasil (Independente/Tratore, 2013), dedicado à obra de Ernesto Nazareth - Faixas: "Bambino" e "Odeon"
"Intersecção"  de Marcos Ozzellin (Independente/2015) - Faixa: "Paulista"
"As Cores do Poeta", de Monique Aragão com poemas de Cecília Bastos (2016) - Faixa "Obrigada, meu bem"
"Ascensão", de Serena Assumpção (Selo Sesc/2016) - Faixa "Obaluiaê" (com voz lead de Filipe Catto e vozes de Juliana Kehl e Marcello Pretto)
"Sergio S/A", de Sergio Sá (Independente/Tratore/2017) - Faixa "O Equilibrista"

### DVD
"Ensaio" (Independente/Cultura Marcas/Tratore, 2013)